# کونیودو
کونیودو شهری در شهرستان کومبیسیری در استان بازگا در بورکینافاسوی مرکزی است و جمعیت آن ۱۸۰۴ نفر است.